# Conde Reis
José Joaquim Conde Reis (Olhão, 10 de Maio de 1940 – Lisboa, 17 de Junho de 2009), mais conhecido como Conde Reis, foi um arquitecto e cenógrafo português.

## Biografia
Filho de Francisco Silva Reis, capitão do Exército Português, e de Maria Alice Conde Reis, pintora, passou em Lagos maior parte da sua juventude. Devido à Guerra do Ultramar sai de Portugal rumo à Bélgica aos 18 anos, onde formou-se em arquitectura, trabalhou durante vários anos, casou-se e teve dois filhos.
A quando a sua vivência na Bélgica trabalhou em vários ateliês assim como para a UE na reconstrução/preservação e monitorização de edifícios históricos da União Europeia.
Na década de 1970 volta para Portugal para recuperar um negócio de família: a Fábrica Mastica, que devido a possessões populares em breve a perdeu. Quando na sua permanência na Mastica desenvolve métodos de aplicação de betão celular e outras técnicas de construção por moldes para a sua utilização numa produção de materiais de construção a baixo custo.
Foi também já em Portugal que começou a trabalhar para a RTP como cenógrafo, mais tarde ocupando o cargo de Director do Departamento de Artes Visuais (DAV) da RTP. Na década de 1990 sai da RTP e mais tarde faz cenários para a SIC e posteriormente para a TVI. Foi também com a viragem do milénio à porta que se decide casar novamente.
Executa projectos para a televisão e outros espectáculos em Portugal (TVI, Museu de Ciências da Universidade de Lisboa) e Angola.
Durante a última década da sua vida Conde Reis voltou a casar-se, e mudou de emprego.

### Televisão
Trabalhou para a RTP, onde trabalhou como cenógrafo e participou na elaboração ou concepção dos cenários para séries televisivas e/ou concursos, tais como:
- Sabadabadu (1981)[1]
- Telenovela Chuva na Areia que foi filmada em Península de Troia e exibida na RTP em 1985[2]
- Humor de Perdição (1987-1988)[3]
- Executou trabalhos para a Sociedade Independente de Comunicação.
- Executou trabalhos para a TVI.

### Teatro
- Fez projectos de cenografia para a peça A Maldição do Marialva (1990).[4]

### Eventos
- Executou projectos para vários eventos alegóricos, como "O Carnaval de Loulé".

### Exposições
- Projectou várias exposições realizadas pelo Museu de Ciências da Universidade de Lisboa.
- Exposição sobre astronomia intitulada: Medir os Céus para Dominar a Terra.
- Exposição sobre Nery Delgado (1835-1908), "Geólogo do Reino".